# Schizotetranychus cercidiphylli
Schizotetranychus cercidiphylli är en spindeldjursart som beskrevs av Ehara 1973. Schizotetranychus cercidiphylli ingår i släktet Schizotetranychus och familjen Tetranychidae. Inga underarter finns listade i Catalogue of Life.